# Christiaan Paulus van Essen
Christiaan Paulus van Essen (Garijp, 19 augustus 1901 – Goor, 16 september 1991) was een Nederlands politicus van de SDAP en later de PvdA.
Hij werd geboren als zoon van Cornelis Gerardus Albert van Essen (1865-1928; brievengaarder) en Aafke Jongedijk (1868-1952). Na de ulo ging hij als volontair werken bij de gemeentesecretarie van Tietjerksteradeel. Een jaar later werd hij daar ambtenaar ter secretarie en vervolgens werd hij hoofd van de afdeling militaire zaken, burgerlijke stand en bevolking. Van Essen kreeg in 1934 een leidinggevende functie bij de afdeling Sociale Zaken van die gemeente. Vanaf 1937 was hij de directeur van de gemeentelijke arbeidsbeurs van Veendam. Hij werd in april 1940 de burgemeester van Beerta en van 1955 tot zijn pensionering in 1966 was Van Essen de burgemeester van Goor. Hij overleed daar in 1991 op 90-jarige leeftijd.